# Anna Voigt
Anna Voigt (* 10. September 1846 in Erfurt; † 20. Mai 1921 in München) war eine deutsche Bergsteigerin. Sie stand 1877 als erste deutsche Frau auf dem Gipfel des Matterhorns.

## Leben

### Familie
Anna Henriette Louise Auguste Voigt wuchs in Erfurt in der Familie des preußischen Regierungsbeamten Adolf Voigt auf. Ihr Großvater mütterlicherseits war der Textilfabrikant Sebastian Lucius, zu ihren Onkeln zählten der preußische Politiker Robert Lucius von Ballhausen, der Kaufmann August Lucius, der Textilunternehmer Ferdinand Lucius und der Chemiker Eugen Lucius. Ihre Nichte war die Orientalistin Else Reitemeyer.

### Alpinismus
1876 trat sie in die Sektion Frankfurt am Main des Deutschen und Österreichischen Alpenvereins ein.
Voigt war eine Pionierin des Alpinismus, die viele erste Ersteigungen ausführte. Im Jahre 1876 stand sie als erste Frau auf dem Piz Roseg bei Pontresina. Im selben Jahr bestieg sie auch den Piz Zupò, den Ortler, die Hintere Schöntaufspitze und die Fineilspitze.
Am 3. August 1877 – einer anderen Quelle nach am 4. August – bezwang sie als erste deutsche Frau das Matterhorn, noch vor der Italienerin Luigia Baraghi aus Mailand am 6. August und der „Matterhorn-Amazone“, der Engländerin Margret Anne Jackson (Juli 1878). Sie bestieg im selben Jahr die 4634 Meter hohe Dufourspitze (Monte Rosa), den Piz Bernina und das Silvrettahorn.
1878 bestieg Voigt das Aletschhorn, 1879 die drei Spitzen des Piz Palü, den Crast’ Agüzza, den Piz Rosatsch und den Piz Linard.
Zusammen mit ihrem Bruder Sebastian Eduard Adolf (geb. 1849) bestieg sie den Snøhetta in Norwegen am 21. August 1882. Am 7. September 1883 gelang ihr die zweite Besteigung der Mittelspitze des Monte Cristallo, als erste Frau bezwang sie den Olperer, 1886 führte Voigt gemeinsam mit Theodor Petersen und den Führern Stefan Kirschler, Johann Penz und Johann Praxmarer die Erstersteigung der Verpeilspitze im Kaunergrat durch. Von wichtigen Hochgipfeln hat sie für die damaligen Zeiten weitere hervorragende Touren bestiegen: Jungfrau, Wetterhorn, Dent du Midi, Marmolata, Antelao, Tofana, Wildspitze, Weißseespitze, Mont Blanc (17. August 1885) und Titlis. Bis 1890 haben laut Bruckmann’s illustrirtem Reiseführer 1900 Personen den Montblanc bestiegen, darunter 71 Frauen und davon drei Deutsche (ein Frl. Panel als wohl erste Deutsche 1878, eine Frau Dr. Hermine Tauscher aus Pressburg am 4. August 1881 sowie Anna Voigt mit Bestätigung des 17. Augusts 1885).

### Reisen
Anna Voigt unternahm neben ihren Bergtouren Reisen nach Frankreich, Norwegen, Ägypten und Palästina.

### Zeitgenössische Rezeption
Die Berliner Damenzeitung Bazar schrieb, dass „nicht geleugnet werden [kann], dass Fräulein Voigt unter die Bergfexen ersten Ranges zählt […], als sie bei ihren tollkühnen Unternehmungen nicht eitler Regung, sondern […] unwiderstehlichem, inneren Herzensdrange folgt.“ Vom Magazin Jäger’s Tourist wurde sie als „Kühnste aller Kühnen“ bezeichnet.

### Auszeichnungen
- Kriegs-Denkmünze 1870/71 für die Pflege Kranker und Verwundeter.[14]

## Werke
- Anna Voigt: Der Snehätta 2306 m. In: Deutscher und Oesterreichischer Alpenverein (Hg.): Mittheilungen des Deutschen und Oesterreichischen Alpenvereins, Nr. 7, 1. April 1886. München 1886, S. 73–75, abgerufen am 4. Mai 2025.